# ДСК-Гомель
«ДСК-Гомель» — белорусский футбольный клуб из Гомеля. В 2009—2012 годах выступал в первой лиге чемпионата Беларуси по футболу. В начале 2013 года прекратил существование.

## История
В сезоне 2008 года выступал во Второй лиге, где занял 1-е место и вышел в Первую лигу. Клуб был создан в 2008 году и стал командой гомельского домостроительного комбината. Гомельчане поставили цель выиграть в 2009 году первую лигу и пройти в высший дивизион, однако заняли 3-е место, в 2010 году тоже заняли 3-е место.

## Чемпионат Беларуси
- 2008 — 2-я лига — 1-е место
- 2009 — 1-я лига — 3-е место
- 2010 — 1-я лига — 3-е место
- 2011 — 1-я лига — 12-е место
- 2012 — 1-я лига — 14-е место

## Кубок Беларуси
- 2008/09 — 1/64 финала
- 2009/10 — 1/2 финала
- 2010/11 — 1/8 финала
- 2011/12 — 1/16 финала
- 2012/13 — 1/16 финала

## Тренеры
- Пряжников, Александр Петрович (2008 — май 2009)
- Акшаев, Вячеслав Евгеньевич (май 2009—2010)
- Лукашевич, Андрей Владимирович (2011)
- Сысоев, Олег Никифорович (2012)
- Еремчук, Михаил Викторович (2016, клуб не стартовал в чемпионате)